# Heian-jingū

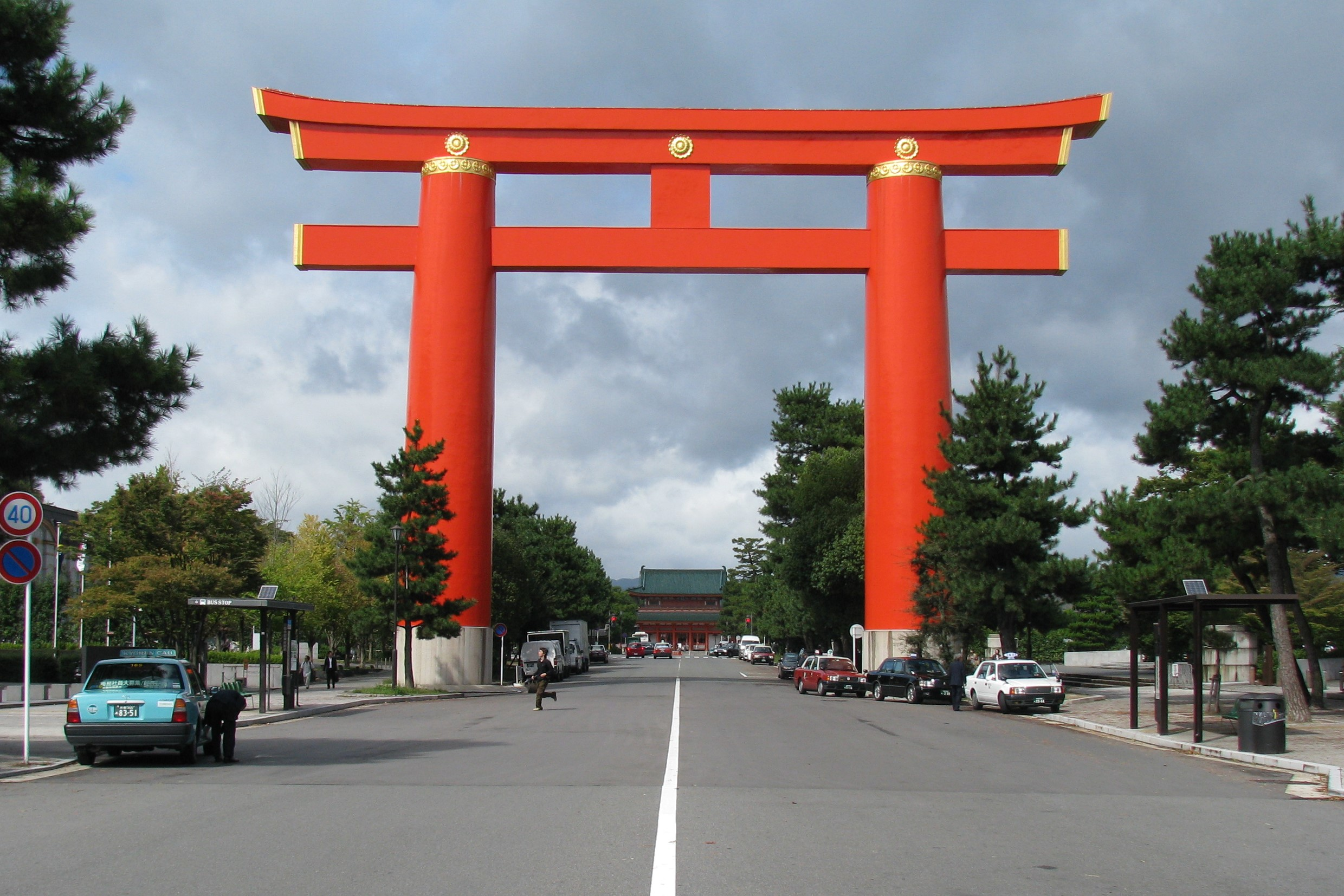
Das große Torii des Heian-jingū

Der Heian-jingū (japanisch 平安神宮) ist ein Shintō-Schrein im Stadtbezirk Sakyō der japanischen Stadt Kyōto. Er stammt aus dem 19. Jahrhundert und gehört zu den Chokusaisha.

## Geschichte
Der Schrein wurde im Jahr 1895 zum 1100. Jahrestag der Gründung von Heian-kyō, dem heutigen Kyōto, durch den damaligen Kaiser Kammu errichtet. 1940 wurde zusätzlich Kaiser Kōmei, der letzte Kaiser mit Regierungssitz in Heian-kyō, im Heian-jingū eingeschreint. Der Schrein orientiert sich in seiner Anlage am Palast der Kaiser von Heian-kyō, dem Daidairi, beschränkt sich aber auf zwei Drittel der Gebäude.

## Der Schrein

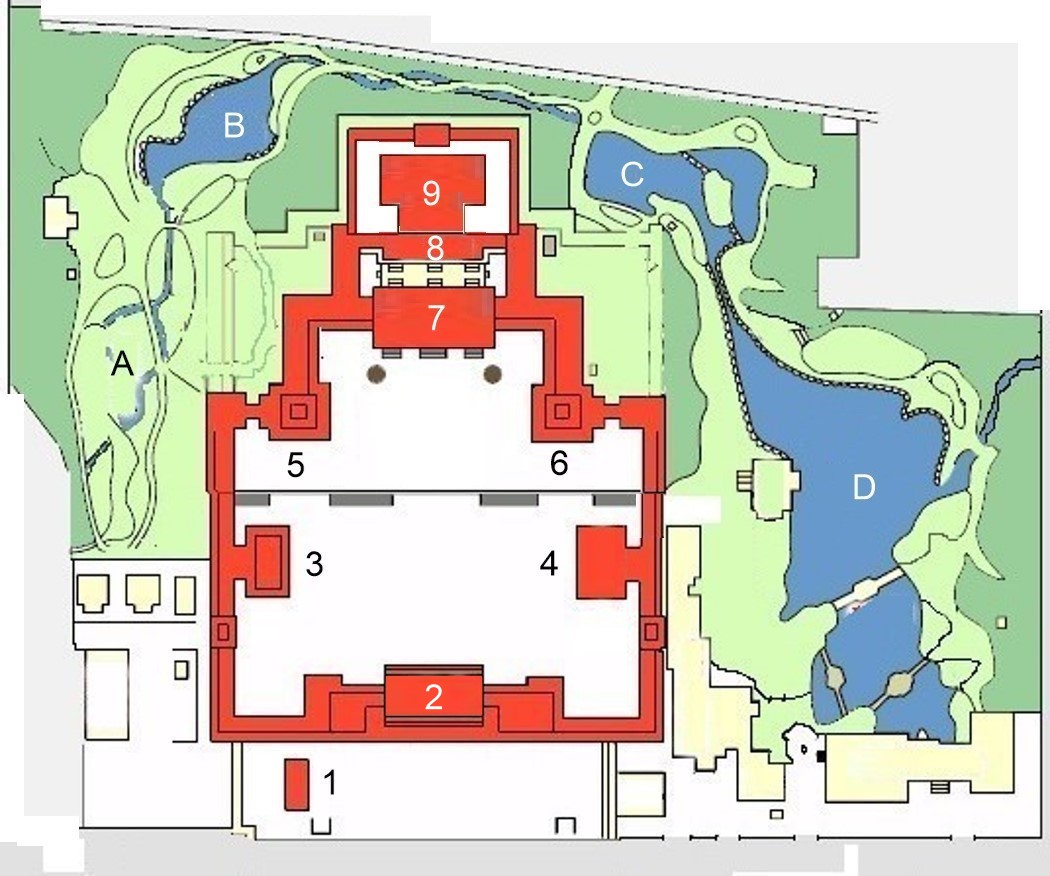
Heian-Jingu Plan (s.Text)

Schon einige hundert Meter südlich vor dem Schrein macht das 24,2 m hohe Torii aus Stahlbeton mit einem 33,9 m langen Querbalken auf diesen aufmerksam. Es ist nach dem Torii des Yasukuni-Schreins das zweitgrößte in Japan.
Vor dem Schrein befindet sich auf der linken Seite ein Wasserbecken mit Schöpfkellen zur rituellen Reinigung, das Chōyuza (手水舎; „1“ in der Zeichnung). Man betritt dann die Anlage durch das Ōtemmon (応天門; „2“) genannte Tor. In dem Vorhof steht links vor der Mauer das Gakuden (額殿; „3“) und rechts vor der Mauer das Kaguraden (神楽殿; „4“).
Man steigt dann etwas hinauf zum hinteren Hof, „Drachenschwanz-Podest“ (龍尾壇: Ryūbi-dan) genannt. Der Eckpavillon links heißt „Pavillon des Weißen Tigers“ (白虎楼, Byakko-rō; „5“), der Eckpavillon rechts entsprechend „Pavillon des Grünen Drachen“ (蒼龍楼, Seiryū-rō; „6“).
Man steht nun vor der Haupthalle, dem Daigoku-den (大極殿; „7“). Links davor steht ein Zitrusbaum, rechts ein Kirschbaum. Hinter der Haupthalle folgt nach einem schmalen Vorhof die Andachtshalle (内拝殿, Uchi-haiden; „8“) und darauf das Allerheiligste, das Honden (本殿; „9“).

## Der Garten
Um die Gebäude herum ist der Götter-Garten (神苑, Shin'en) angelegt, in den man durch einen Eingang westlich des Daigoku-den gelangt. Der Garten ist 33.000 m² groß und besteht aus den vier Bereiche Südgarten, Westgarten, Mittelgarten und dem großen Ostgarten. Er ist als Japanischer Wandelgarten im Stil der Meiji-Zeit angelegt, ist von Wegen durchzogen und enthält mehrere Teiche, die miteinander verbunden sind. Auf einen kleinen Teich (A) im Westgarten folgt ein größerer, der „Teich des weißen Tigers“ (B). Im Mittelgarten folgte der „Teich des grünen Drachens“ (C): hier wird noch zweimal das „Vier Götter“-Motiv aufgenommen. Im Mittelgarten gibt es eine flache Brücke zu einer Insel, die „Brücke des sich hinstreckende Drachens“ (臥龍橋, Garyū-bashi). Der Teich (D) im Ostgarten, der auch Seihō-Teich (栖鳳池) heißt, wird im Süden von einer Brücke überquert, die in der Mitte vom Pavillon Sobeikaku (素兵閣) überdacht ist.
Der Garten wurde von dem Gartengestalter Ogawa Jihei (小川治兵衛; 1860–1936) entworfen, der unter anderem auch den Furukawa-Garten gestaltet hat. Der Garten ist für seine Hängekirschen, Schwertlilien und Blauregen bekannt. Er ist als „Nationale schöne Ansicht“ (国名勝, Kuni-meishō) registriert.

## Sonstiges
In der Prozession des Jidai-Matsuri werden am 22. Oktober jeden Jahres die Mikoshi der beiden Kaiser vom Kyōto Gosho zum Heian-jingū getragen und dort in einer speziellen Lagerhalle verwahrt.
An den Abenden des 1. und 2. Juni finden Nō-Theater-Aufführungen im Schrein statt, sogenannte Takigi-Nō-Tänze.

## Bilder

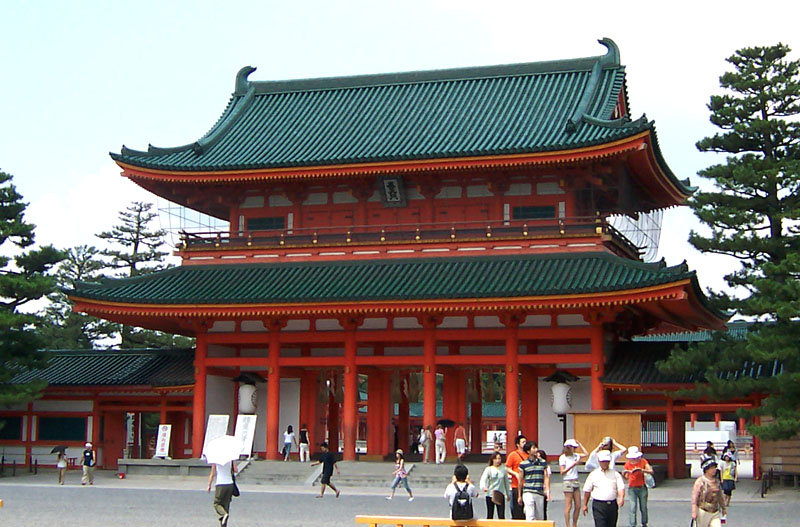
Haupttor des Heian-jingū